# Acacia cedilloi
Acacia cedilloi é uma espécie de leguminosa do gênero Acacia, pertencente à família Fabaceae.